# 孫柏芳
孫 柏芳（そん はくほう、1891年 – 1946年7月23日）は、中華民国・満洲国の官僚・軍人。

## 事績
1916年（民国5年）、奉天省立法政専門学校政治経済本科を卒業。東三省歩兵第8旅参謀長や東省特別行政長官公署内務科長を経て、1927年（民国16年）、東省特別区市政管理局副局長・東三省保安総司令大佐参謀となる。1928年（民国17年）、黒竜江省肇州県長に任命された。
満洲国建国後の1933年（大同2年）1月、黒竜江省拝泉県長に任命される。浜江省実業庁長、内務局監督処長を経て、1939年（康徳6年）8月、産業部林野局副局長となった。1942年（康徳9年）9月29日、三江省長として起用され、1945年（康徳12年）5月12日、熱河省長に転じた。なお、満洲国における最後の熱河省長となった。
満洲国崩壊後の1945年11月、中国共産党解放区となった熱河省（熱河民主政府）で、孫柏芳は当局に逮捕される。1946年7月23日、熱河人民特別法廷（人民裁判）において漢奸等の罪で死刑判決を言い渡され、即座に銃殺刑に処された。享年56。